# Liste des localités de la république de Karatchaïévo-Tcherkessie
La Karatchaïévo-Tcherkessie comprend au début de 2020 les localités suivantes:
- 11 localités urbaines, dont :
  - 4 villes,
  - 7 communes urbaines ;
- 137 localités rurales.

Dans la liste, les localités sont réparties (au sein de la structure administrative-territoriale ) en unités administratives-territoriales : 2 villes d'importance républicaine et 10 raïons (dans le cadre de l'organisation de l'autonomie locale (structure municipale), ils correspondent à 2 okrougs urbains et 10 raïons municipaux).
La population des localités rurales est donnée selon le recensement de la population de 2010, la population des localités urbaines (établissements de type urbain (villages de travail, villages de villégiature) et villes) est donnée selon le recensement de 2021.

## Villes d'importance républicaine (okrougs urbaines)

### Tcherkessk (okroug urbain de Tcherkessk)
| N° | Localité   | Statut | Population |
| -- | ---------- | ------ | ---------- |
| 1  | Tcherkessk | ville  | 113 226    |

### Karatchaïevsk (okroug urbain de Karatchaïevsk )
| N° | Localité         | Nom russe         | Statut                  | Population |
| -- | ---------------- | ----------------- | ----------------------- | ---------- |
| 1  | Karatchaïevsk    | Карачаевск        | ville                   | 23 728     |
| 2  | Teberda          | Теберда           | ville                   | 8978       |
| 3  | Dombaï           | Домбай            | village de villégiature | 667        |
| 4  | Mara-Aïaguy      | Мара-Аягъы        | possiolok               | 3422       |
| 5  | Malokourganny    | Малокурганный     | possiolok               | 981        |
| 6  | Ordjonikidzevski | Орджоникидзевский | commune urbaine         | 2937       |
| 7  | Elbrouz          | Эльбрусский       | commune urbaine         | 295        |

## Raïons

### Raïon des Abazines
| N° | Localité         | Nom russe   | Statut | Population |
| -- | ---------------- | ----------- | ------ | ---------- |
| 1  | Injich-Tchoukoun | Инжич-Чукун | aoul   | 2630       |
| 2  | Kara-Pago        | Кара-Паго   | aoul   | 727        |
| 3  | Koubina          | Кубина      | aoul   | 3024       |
| 4  | Psyj             | Псыж        | aoul   | 8968       |
| 5  | Elbourgan        | Эльбурган   | aoul   | 2518       |

### Adygué-Khablski
| N° | Localité       | Nom russe     | Statut  | Population |
| -- | -------------- | ------------- | ------- | ---------- |
| 1  | Abaza-Khabl    | Абаза-Хабль   | aoul    | 522        |
| 2  | Adygue-Khabl   | Адыге-Хабль   | aoul    | 4492       |
| 3  | Apsoua         | Апсуа         | aoul    | 1100       |
| 4  | Baralki        | Баралки       | aoul    | 319        |
| 5  | Vako-Jilé      | Вако-Жиле     | aoul    | 1229       |
| 6  | Grouchka       | Грушка        | khoutor | 298        |
| 7  | Doubianski     | Дубянский     | khoutor | 214        |
| 8  | Kiev-Jouraki   | Киево-Жураки  | khoutor | 354        |
| 9  | Malo-Abazinsk  | Мало-Абазинск | aoul    | 553        |
| 10 | Novo-Kouvinsk  | Ново-Кувинск  | aoul    | 629        |
| 11 | Sadovoïe       | Садовое       | village | 2046       |
| 12 | Sparta         | Спарта        | village | 431        |
| 13 | Staro-Kouvinsk | Старо-Кувинск | aoul    | 1457       |
| 14 | Tapanta        | Тапанта       | aoul    | 406        |
| 15 | Ersakon        | Эрсакон       | aoul    | 2405       |

### Raïon de la Zelentchouk
| N° | Localité             | Nom russe          | Statut    | Population |
| -- | -------------------- | ------------------ | --------- | ---------- |
| 1  | Arkhyz               | Архыз              | village   | 849        |
| 2  | Daoussouz            | Даусуз             | village   | 1512       |
| 3  | Zelentchoukskaïa     | Зеленчукская       | stanitsa  | 20 009     |
| 4  | Ilitch               | Ильич              | aoul      | 621        |
| 5  | Ispravnaïa           | Исправная          | stanitsa  | 4429       |
| 6  | Kardonikskaïa        | Кардоникская       | stanitsa  | 7594       |
| 7  | Kobou-Bachi          | Кобу-Баши          | aoul      | 470        |
| 8  | Kyzyl-Oktiabr        | Кызыл-Октябрь      | aoul      | 3759       |
| 9  | Lesso-Kafar          | Лесо-Кяфарь        | khoutor   | 38         |
| 10 | Marouja              | Маруха             | village   | 2228       |
| 11 | Nijni Arkhyz         | Нижний Архыз       | possiolok | 549        |
| 12 | Nijniaïa Ermolovka   | Нижняя Ермоловка   | village   | 365        |
| 13 | Novo-Ispravnski      | Ново-Исправненский | khoutor   | 421        |
| 14 | Storojevaïa          | Сторожевая         | stanitsa  | 10 315     |
| 15 | Frolovski            | Фроловский         | khoutor   | 199        |
| 16 | Khassat-Gretcheskoïe | Хасаут-Греческое   | village   | 602        |
| 17 | Khoussa-Kardonik     | Хуса-Кардоник      | village   | 278        |

### Raïon de Karatchaïevsk
| N° | Localité               | Nom russe              | Statut          | Population |
| -- | ---------------------- | ---------------------- | --------------- | ---------- |
| 1  | Belaïa Gora            | Белая Гора             | possiolok       | 204        |
| 2  | Verkhni Ouchkoulan     | Верхний Учкулан        | aoul            | 347        |
| 3  | Verkhniaïa Mara        | Верхняя Мара           | aoul            | 1926       |
| 4  | Verkhniaïa Teberda     | Верхняя Теберда        | aoul            | 2483       |
| 5  | Vostok                 | Восток                 | khoutor         | 62         |
| 6  | Jingirik               | Джингирик              | aoul            | 1063       |
| 7  | imen Kosta Khetagourov | имени Коста Хетагурова | village         | 2769       |
| 8  | Kamennomost            | Каменномост            | aoul            | 3284       |
| 9  | Kart-Djourt            | Карт-Джурт             | aoul            | 1002       |
| 10 | Koubran                | Кубрань                | possiolok       | 52         |
| 11 | Koumych                | Кумыш                  | aoul            | 5127       |
| 12 | Nijniaïa Mara          | Нижняя Мара            | aoul            | 657        |
| 13 | Nijniaïa Teberda       | Нижняя Теберда         | aoul            | 1216       |
| 14 | NovaïaTeberda          | Новая Теберда          | aoul            | 786        |
| 15 | Novy Karatchaï         | Новый Карачай          | commune urbaine | 3169       |
| 16 | Pravokoubanski         | Правокубанский         | commune urbaine | 3309       |
| 17 | Ouchkoulan             | Учкулан                | aoul            | 1057       |
| 18 | Khoumara               | Хумара                 | aoul            | 1425       |
| 19 | Khourzouk              | Хурзук                 | aoul            | 1428       |

### Raïon de la petite Karatchaïevo
| N° | Localité       | Nom russe      | Statut    | Population |
| -- | -------------- | -------------- | --------- | ---------- |
| 1  | Aksou          | Аксу           | possiolok | 0          |
| 2  | Vodovod        | Водовод        | possiolok | 0          |
| 3  | Djaga          | Джага          | village   | 2361       |
| 4  | Kitchi-Balyk   | Кичи-Балык     | village   | 676        |
| 5  | Kommounstroï   | Коммунстрой    | possiolok | 74         |
| 6  | Krasny Vostok  | Красный Восток | village   | 3821       |
| 7  | Krasny Kourgan | Красный Курган | village   | 4029       |
| 8  | Kyzyl-Pokoun   | Кызыл-Покун    | aoul      | 947        |
| 9  | Pervomaïskoïe  | Первомайское   | village   | 6444       |
| 10 | Rimgorskoïe    | Римгорское     | village   | 1632       |
| 11 | Terez          | Терезе         | village   | 6516       |
| 12 | Outchkeken     | Учкекен        | village   | 15 702     |
| 13 | Khassaout      | Хасаут         | village   | 53         |
| 14 | Elkouch        | Элькуш         | village   | 600        |

### Raïon des Nogaïs
| N° | Localité      | Населённый пункт | Statut    | Population |
| -- | ------------- | ---------------- | --------- | ---------- |
| 1  | Adil-Khalk    | Адиль-Халк       | aoul      | 1770       |
| 2  | Ievseïevski   | Евсеевский       | khoutor   | 213        |
| 3  | Ikon-Khalk    | Икон-Халк        | aoul      | 4575       |
| 4  | Kouban-Khalk  | Кубан-Халк       | aoul      | 1020       |
| 5  | Kyzyl-Togaï   | Кызыл-Тогай      | aoul      | 296        |
| 6  | Erken-Khalk   | Эркен-Халк       | aoul      | 1816       |
| 7  | Erken-Chkahar | Эркен-Шахар      | possiolok | 4466       |
| 8  | Erken-Iourt   | Эркен-Юрт        | aoul      | 2305       |

### Raïon du Kouban
| N° | Localité              | Населённый пункт    | Statut          | Population |
| -- | --------------------- | ------------------- | --------------- | ---------- |
| 1  | Vodorazdelny          | Водораздельный      | possiolok       | 610        |
| 2  | Droujba               | Дружба              | village         | 3112       |
| 3  | Zaretchny             | Заречный            | possiolok       | 356        |
| 4  | Znamenka              | Знаменка            | village         | 2000       |
| 5  | Ilitchiovskoïe        | Ильичёвское         | village         | 1261       |
| 6  | Kavkazski             | Кавказский          | possiolok       | 3053       |
| 7  | Krasny                | Красивый            | possiolok       | 61         |
| 8  | Maïski                | Майский             | possiolok       | 1031       |
| 9  | Mitchourinski         | Мичуринский         | possiolok       | 1023       |
| 10 | Nikolaïevskoïe        | Николаевское        | village         | 1441       |
| 11 | Novy                  | Новый               | possiolok       | 156        |
| 12 | Oktiabrski            | Октябрьский         | possiolok       | 1508       |
| 13 | Privolnoïe            | Привольное          | village         | 614        |
| 14 | Prigorodnoïe          | Пригородное         | village         | 1170       |
| 15 | Pristan               | Пристань            | village         | 1007       |
| 16 | Rodnikovski           | Родниковский        | khoutor         | 257        |
| 17 | Svetloïe              | Светлое             | village         | 911        |
| 18 | Solnetchny            | Солнечный           | possiolok       | 378        |
| 19 | Stchastlivoïe         | Счастливое          | village         | 14h30      |
| 20 | Tallyk                | Таллык              | village         | 999        |
| 21 | Oudarny               | Ударный             | commune urbaine | 1024       |
| 22 | Kholodnorodnikovskoïe | Холоднородниковское | village         | 1038       |
| 23 | Tchapaïevskoïe        | Чапаевское          | village         | 5483       |

### Raïon d'Ouroup
| N° | Localité     | Nom          | Statut          | Population |
| -- | ------------ | ------------ | --------------- | ---------- |
| 1  | Aziatski     | Азиатский    | possiolok       | 40         |
| 2  | Bolchevik    | Большевик    | khoutor         | 67         |
| 3  | Damkhourts   | Дамхурц      | village         | 40         |
| 4  | Ierchov      | Ершов        | khoutor         | 234        |
| 5  | Zaguedan     | Загедан      | possiolok       | 114        |
| 6  | Kourdjinovo  | Курджиново   | village         | 6013       |
| 7  | Kyzyl-Ouroup | Кызыл-Уруп   | aoul            | 1164       |
| 8  | Mednogorski  | Медногорский | commune urbaine | 5549       |
| 9  | Pervomaïski  | Первомайский | khoutor         | 11         |
| 10 | Podskalnoïe  | Подскальное  | village         | 246        |
| 11 | Pregradnaïa  | Преградная   | stanitsa        | 7553       |
| 12 | Predgornoïe  | Предгорное   | village         | 515        |
| 13 | Psemion      | Псемён       | village         | 835        |
| 14 | Pkhiïa       | Пхия         | possiolok       | 223        |
| 15 | Rojkao       | Рожкао       | possiolok       | 117        |
| 16 | Ouroup       | Уруп         | village         | 1630       |

### Raïon d'Oust-Djegouta
| N° | Localité        | Населённый пункт | Statut   | Population |
| -- | --------------- | ---------------- | -------- | ---------- |
| 1  | Vajnoïe         | Важное           | village  | 1897       |
| 2  | Gourouldeuk     | Гюрюльдеук       | aoul     | 1363       |
| 3  | Djegouta        | Джегута          | aoul     | 1265       |
| 4  | Koïdan          | Койдан           | village  | 994        |
| 5  | Krasnogorskaïa  | Красногорская    | stanitsa | 2158       |
| 6  | Kyzyl-Kala      | Кызыл-Кала       | aoul     | 645        |
| 7  | Novaïa Djegouta | Новая Джегута    | aoul     | 4084       |
| 8  | Sary-Tiouz      | Сары-Тюз         | aoul     | 4147       |
| 9  | Oust-Djegouta   | Усть-Джегута     | ville    | 31 357     |
| 10 | Eltarkatch      | Эльтаркач        | aoul     | 2919       |

### Raïon de Khabez
| N° | Localité          | Nom russe        | Statut    | Population |
| -- | ----------------- | ---------------- | --------- | ---------- |
| 1  | Abazakt           | Абазакт          | aoul      | 418        |
| 2  | Ali-Berdoukovski  | Али-Бердуковский | aoul      | 5418       |
| 3  | Bavouko           | Бавуко           | possiolok | 687        |
| 4  | Besleneï          | Бесленей         | aoul      | 3563       |
| 5  | Jako              | Жако             | aoul      | 2076       |
| 6  | Zeïouko           | Зеюко            | aoul      | 3339       |
| 7  | Injitchichkho     | Инжичишхо        | aoul      | 1262       |
| 8  | Koch-Khabl        | Кош-Хабль        | aoul      | 2809       |
| 9  | Kyzyl-Iourt       | Кызыл-Юрт        | aoul      | 541        |
| 10 | Maly Zelentchouk  | Малый Зеленчук   | aoul      | 1711       |
| 11 | Novo-Khoumarinski | Ново-Хумаринский | aoul      | 440        |
| 12 | Psaoutché-Dakhé   | Псаучье-Дахе     | aoul      | 1997       |
| 13 | Khabez            | Хабез            | aoul      | 6632       |